# Görnsee
Der Görnsee ist ein kleiner natürlicher See zwischen den Orten Prützke und Grebs, beide Orte sind Ortsteile der Gemeinde Kloster Lehnin im Landkreis Potsdam-Mittelmark (Land Brandenburg). Der See liegt aber vollständig auf der Gemarkung von Prützke.

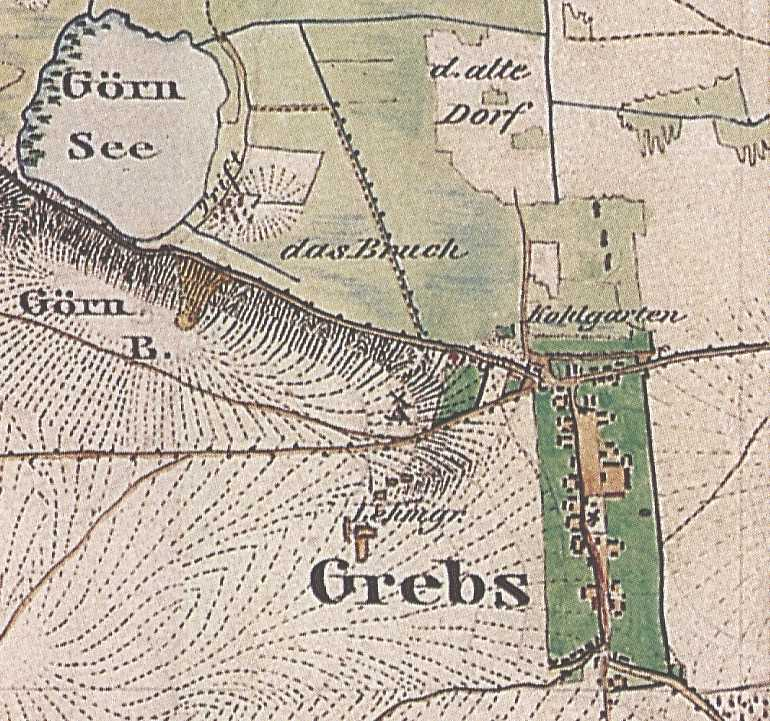
Der Görnsee auf dem Urmesstischblatt 3641 Göttin von 1842

## Geographische Lage und Hydrographie
Der Görnsee liegt zwischen den Orten Prützke und Grebs, beide Orte sind Ortsteile der Gemeinde Kloster Lehnin im Landkreis Potsdam-Mittelmark im Land Brandenburg. Der See liegt vollständig auf der Gemarkung Prützke, die Gemarkung Grebs grenzt an das Nordostufer an. Der See liegt aber näher an Grebs. Die Bebauung von Grebs reicht am Südostufer mit der Siedlung Am Wiesengrund bis etwa 100 m an den See heran. Nur rund 300 m südlich des Sees verläuft die Bundesautobahn 2. Dort liegt auch der Rastplatz Rietzer See.
Der Görnsee ist 16,2 ha groß und hat eine Tiefe von 3,5 m. Seespiegel liegt im Mittel bei 30,8 m ü. NHN. Er ist von einem Grün- und Schilfgürtel umgeben, und das Ufer ist daher quasi nur an einer Stelle am Südostufer zugänglich. Der See hat keinen Zufluss, aber einen künstlich angelegten Abfluss zum Rietzer See. Der Trophie-Index des Sees wird mit 3,5 angegeben, das entspricht dem Grenzbereich eutroph/polytroph. Er ist nicht stabil geschichtet.

## Geschichte
Der Name leitet sich von einer altpolabischen Grundform *Gor'n- zu *gora Berg. Direkt südlich des Görnsees liegt der 60 m hohe Görnberg, südwestlich der 58,5 m hohe Planberg. Hier könnte der Bergname auf den See übertragen worden sein. In der Schmettauschen Karte von 1767/87 ist er als Gernow See bezeichnet. 1842 im Urmesstischblatt 3642 Lehnin heißt der See bereits Görn See. Ältere urkundliche Nennungen liegen nicht vor. Etwa 500 m östlich des Görnsees auf Grebser Gemarkung verzeichnet das Urmesstischblatt d. alte Dorf. Vermutlich lag hier eine spätslawisch-frühdeutsche Siedlung, die mit der Anlage des Plandorfes Grebs aufgegeben wurde.